# Христов камък
Христов камък (на английски: Christoff Cliff) е скалист връх в Тангра планина на остров Ливингстън от Южните Шетландски острови в Антарктика. Надморската му височина е 300 метра. Източните и югоизточните му склонове са свободни от лед.
Наименуван е на прочутия българския оперен певец Борис Христов (1914 – 1993).

## Местоположение
Христов камък се намира в южната покрайнина на хребета Левски в планината Тангра, в края на рида, който се спуска на юг от връх Сердика. Разположен е непосредствено над нос Айтос, на 2,32 км югоизточно от връх Силистра, 2,19 км южно от връх Сердика, 2,69 км югозападно от Радичков връх и 650 м северно от нос Айтос, над който се издига остро скалисто разклонение на върха с височина 290 м. Издига се над ледника Сребърна на североизток и ледника Бояна на запад.
Географски координати на връх Христов камък: 62°42′03″ ю. ш. 60°03′08.5″ з. д. / 62.700833° ю. ш. 60.052361° з. д..

## Картографиране
Топографското проучване е направено от българската антарктическа експедиция „Тангра“ през 2004/2005 година.
Картографирането е българско от 2005 и 2009 година.

## Карти
- L.L. Ivanov et al. Antarctica: Livingston Island and Greenwich Island, South Shetland Islands. Scale 1:100000 topographic map. Sofia: Antarctic Place-names Commission of Bulgaria, 2005.
- L.L. Ivanov. Antarctica: Livingston Island and Greenwich, Robert, Snow and Smith Islands. Scale 1:120000 topographic map.  Troyan: Manfred Wörner Foundation, 2009.  ISBN 978-954-92032-6-4